# Campylopus argyrocaulon
Campylopus argyrocaulon är en bladmossart som beskrevs av Brotherus 1901. Campylopus argyrocaulon ingår i släktet nervmossor, och familjen Dicranaceae. Inga underarter finns listade i Catalogue of Life.